# Harry Potter și Copilul Blestemat
Harry Potter și Copilul Blestemat (în engleză Harry Potter and the Cursed Child) este o piesă de teatru în două părți scrisă de Jack Thorne și bazată pe o nouă poveste originală de Thorne, J.K. Rowling și John Tiffany. Premiera mondială a avut loc la Palace Theatre, Londra pe 30 iulie 2016. Scenariul filmului a apărut publicului pe 31 iulie 2016 și este a opta poveste oficială a seriei Harry Potter. Povestea piesei are loc în 2017 și în 2020, cu 19 ani mai târziu față de întâmplările din Harry Potter și Talismanele Morții și urmărește evenimentele prin care trec Harry Potter și fiul său.